# New York University Press
La New York University Press (NYU Press) è una casa editrice universitaria legata all'Università di New York (New York University).
Fu fondata nel 1916 dall'allora chancellor della NYU, Elmer Ellsworth Brown.